# Pardosa mendicans
Pardosa mendicans är en spindelart som först beskrevs av Simon 1882.  Pardosa mendicans ingår i släktet Pardosa och familjen vargspindlar. Inga underarter finns listade i Catalogue of Life.